# Belladonna (род жуков)
Belladonna (лат.) — род жуков-стафилинид трибы Tachyusini из подсемейства Aleocharinae.
2 вида. США.

## Этимология
Родовое название Belladonna происходит от итальянского belladonna (bella donna, буквально «прекрасная дама»), изменённого народной этимологией от средневекового латинского blâdôna («паслён»), из галльского языка. Оно связано с красотой видов этого рода.

## Описание
Мелкие коротконадкрылые жуки, длина около 3 мм. Этот род определяется следующим сочетанием признаков: формула лапок 4-5-5, тело широко овальное, умеренно выпуклое; голова заметно более узкая, чем переднеспинка; переднеспинка субпрямоугольная, заметно более узкая, чем надкрылья; надкрылья по шву примерно такой же длины, как переднеспинка по средней линии, задние края широко дугообразные; брюшко широкое, в основании такое же широкое, как надкрылья или почти такое. Переднеспинка сильно блестящая, микроскульптура переднеспинки с шестиугольными скульптурными ячейками, пунктировка и опушение редкие (расстояние между точками не менее трёх диаметров пунктировки), пунктировка крупная и неглубоко вдавленная. Голова сильно сужена базально за глазами и узко выдаётся перед глазами, глаза крупные и выступающие. Антенномеры I—III сильно удлинённые, IV—VI субквадратные до слабо поперечных, VII—X отчётливо поперечные. Нижнечелюстные пальпы с 4 члениками, вершинный из которых заострён и почти такой же длины, как предпоследний, со скоплением апикальных сенсилл. Лабиальные пальпы с 3 члениками; глосса раздвоена апикально почти до половины длины; субментум трапециевидной формы. Мезовентрит не окаймлён, умеренно длинный, широко треугольный, достигает почти середины мезококсальных впадин, узкий на вершине, отделён от широко треугольного метавентрита коротким перешейком. Тергит самца VIII с 2 или 4 зубцами, два больших латеральных и два меньших срединных в непосредственной близости; средний тергит VIII с 2 или 4 зубцами, два больших латеральных и два меньших срединных расположены вблизи друг от друга.

## Систематика
Род был впервые описан в 2023 году для вида Belladonna barryi Klimaszewski and Chandler, 2023 из США. Род Belladonna отличается от рода Gnypeta (триба Tachyusini, ранее подтриба Tachyusina из трибы Oxypodini) крупной и редкой пунктировкой переднеспинки (расстояние между пунктировками не менее трёх диаметров пунктира), отчётливо поперечными антенномерами VIII—X, а также разной формой срединной доли эдеагуса и сперматеки. Род также сходен с родами Hydrosmecta и Trichiusa (из трибы Athetini). Виды рода Hydrosmecta также имеют лопастную crista apicalis бульбуса, но их тело узко субпараллельное и уплощённое, с мелкой пунктировкой и коротким опушением, антенномеры V—X у большинства видов удлинённые, а тергит самца VIII усечённый без зубцов. Кроме того, Belladonna внешне очень похож на Trichiusa, со сходными пропорциями основных частей тела, но у неё другой тип гениталий, бульбус срединной доли эдеагуса лишён лопастной crista apicalis, а тергит VIII самца лишён зубцов.
- Belladonna barryi Klimaszewski and Chandler, 2023
- Belladonna fortieri Klimaszewski and Chandler, 2023